# Theodore TY01
O  TY01  é o modelo da Theodore das temporadas de 1981 e 1982 (1 gp) da Fórmula 1. Condutores: Patrick Tambay, Marc Surer, e Derek Daly.

## Resultados[1]
(legenda) 
| Ano  | Chassi | Motor                | Pneus | N° | Pilotos        | 1   | 2   | 3   | 4     | 5   | 6   | 7   | 8   | 9   | 10  | 11  | 12  | 13  | 14  | 15  | 16  | Pontos | Posição  |  |
| ---- | ------ | -------------------- | ----- | -- | -------------- | --- | --- | --- | ----- | --- | --- | --- | --- | --- | --- | --- | --- | --- | --- | --- | --- | ------ | -------- |  |
|      |        |                      |       |    |                |     |     |     |       |     |     |     |     |     |     |     |     |     |     |     |     |        |          |  |
|      |        |                      |       |    |                | USW | BRA | ARG | SMR   | BEL | MON | ESP | FRA | GBR | GER | AUT | NED | ITA | CAN | LVS |     |        |          |  |
| 1981 | TY01   | Ford Cosworth DFV V8 | M     | 33 | Patrick Tambay | 6   | 10  | Ret | 11    | NQ  | 7   | 13  |     |     |     |     |     |     |     |     |     | 1      | 12º      |  |
| 1981 | TY01   | Ford Cosworth DFV V8 | A     | 33 | Marc Surer     |     |     |     |       |     |     |     | 12  | 11  | 14  | Ret | 8   | NQ  | 9   | Ret |     | 1      | 12º      |  |
|      |        |                      |       |    |                |     |     |     |       |     |     |     |     |     |     |     |     |     |     |     |     |        |          |  |
|      |        |                      |       |    |                | RSA | BRA | USW | SMR   | BEL | MON | USE | CAN | NED | GBR | FRA | GER | AUT | SUI | ITA | LVS |        |          |  |
| 1982 | TY01   | Ford Cosworth DFV V8 | A     | 33 | Derek Daly     | 14  |     |     | [ 2 ] |     |     |     |     |     |     |     |     |     |     |     |     | 01     | NC (18º) |  |

↑1  Do GP do Brasil até Las Vegas, Daly (2 gps), Jan Lammers (5 gps), Geoff Lees (1 gp) e Tommy Byrne (5 gps) utilizaram o chassi TY02. 